# بر لیک، شهرستان راسک، ویسکانسین
بر لیک (به انگلیسی: Bear Lake) یک منطقهٔ مسکونی در ایالات متحده آمریکا است که در Rusk واقع شده‌است. بر لیک ۳۵۲٫۹۶ متر بالاتر از سطح دریا واقع شده‌است.